# A Nightingale Sang in Berkeley Square
"A Nightingale Sang in Berkeley Square" är en romantisk brittisk populär sång skriven 1939 med text av Eric Maschwitz och musik av Manning Sherwin.

## Bakgrund
Berkeley Square (uttalas 'Bar-klee') är ett stort lummigt torg i Mayfair, en exklusiv del av London. The Ritz Hotel som hänvisas till finns också i Mayfair.

## Komposition
Låten är skriven i den dåvarande lilla franska fiskebyn Le Lavandou, numera ett favoritbesöksmål för brittiska semesterfirare, strax före utbrottet av andra världskriget. Enligt Maschwitz var titeln "stulen" från en berättelse av Michael Arlen. Låten fick sin urpremiär sommaren 1939 på en lokal bar, där melodin spelades på piano av Manning Sherwin med hjälp av den bofasta saxofonisten. Maschwitz sjöng texten medan han höll ett glas vin, men ingen verkade imponerad. Våren 2002 gjordes ett försök att hitta baren där sången uruppfördes: man hoppades att en blå plakett kunde sättas upp där. Man letade med hjälp av den lokala turistbyrån och äldre invånare, men det visade sig vara omöjligt att identifiera platsen. 
Versen och ytterligare text till en andra refräng i låten finns skriven, men sjungs sällan i inspelningar (med Bobby Darin, Mel Torme, Blossom Dearie, Twiggy, Vera Lynn och Rod Stewart som anmärkningsvärda undantag).

## Inspelningar och framföranden
Låten publicerades 1940, då den uruppfördes i Londonrevyn New Faces av Judy Campbell. Samma år framfördes den både av Ray Noble och sedan av Vera Lynn. "A Nightingale Sang in Berkeley Square" har blivit en standard och har spelats in av artister som Glenn Miller, Frank Sinatra, Carmen McRae, Nat King Cole, Bobby Darin, Stephane Grappelli, Harry Connick Jr., Sonny Rollins och Rod Stewart.
Låten är ett återkommande tema i Fritz Lang-filmen Människojakt (1941). En version med skådespelaren Robert Lindsay användes som signaturmelodi i den brittiska sitcomserien Nightingales 1990.
Den 9 maj 2015 sjöng Katherine Jenkins sången på VE Day 70: A Party to Remember på Horse Guards Parade i London.